# Općinska nogometna liga Labin 1975./76.
Općinska nogometna liga Labin, također i kao Općinsko nogometno prvenstvo Labin; Prvenstvo NSO Labin, i sl., je bila liga sedmog stupnja nogometnog prvenstva Jugoslavije u sezoni 1975./76. 
 
Sudjelovalo je 7 klubova, a prvak je bio klub "Radnik" iz Labina.    

## Ljestvica
| mj. | klub                        | ut. | pob | ner | por | gol+ | gol- | bod |
| --- | --------------------------- | --- | --- | --- | --- | ---- | ---- | --- |
| 1.  | Radnik Labin                | 12  | 9   | 1   | 2   | 32   | 12   | 19  |
| 2.  | Šumber                      | 12  | 8   | 2   | 2   | 32   | 15   | 18  |
| 3.  | Polet Snašići               | 12  | 6   | 2   | 4   | 19   | 19   | 14  |
| 4.  | Učka Čepić                  | 12  | 5   | 2   | 5   | 24   | 16   | 12  |
| 5.  | Plomin                      | 12  | 4   | 2   | 6   | 17   | 29   | 10  |
| 6.  | Iskra Vinež                 | 12  | 2   | 2   | 8   | 15   | 28   | 6   |
| 7.  | Beneci (Nedešćina - Beneci) | 12  | 2   | 1   | 9   | 14   | 34   | 5   |

## Rezultatska križaljka
| kratica | klub                        | BEN | ISK | POL | PLO | RAD | ŠUM | UČKA |
| --- | --------------------------- | --- | --- | --- | --- | --- | --- | ---- |
| BEN | Beneci (Nedešćina - Beneci) |     |     |     |     |     |     |      |
| ISK | Iskra Vinež                 |     |     |     |     |     |     |      |
| POL | Polet Snašići               |     |     |     |     |     |     |      |
| PLO | Plomin                      |     |     |     |     |     |     |      |
| RAD | Radnik Labin                |     |     |     |     |     |     |      |
| ŠUM | Šumber                      |     |     |     |     |     |     |      |
| UČKA | Učka Čepić                  |     |     |     |     |     |     |      |
| |                             |     |     |     |     |     |     |      |
| podebljan rezultat - utakmice od 1. do 7. kola (1. utakmica između klubova) rezultat normalne debljine - utakmice od 8. do 14. kola (2. utakmica između klubova) rezultat nakošen - nije vidljiv redoslijed odigravanja međusobnih utakmica iz dostupnih izvora rezultat smanjen * - iz dostupnih izvora nije uočljiv domaćin susreta prekrižen rezultat - poništena ili brisana utakmica p - utakmica prekinuta 3:0 p.f. / 0:3 p.f. - rezultat 3:0 bez borbe |                             |     |     |     |     |     |     |      |